# Gran Premi de Iugoslàvia de Motocròs 250cc
|  | Per a altres significats, vegeu «Gran Premi de Iugoslàvia de Motocròs». |

El Gran Premi de Iugoslàvia de Motocròs en la cilindrada de 250cc (en serbocroat, Velika Nagrada Jugoslavije u Motokrosu), abreujat GP de Iugoslàvia de 250cc, fou una prova internacional de motocròs que es va celebrar anualment a Iugoslàvia entre el 1968 i el 1988. Al llarg de la seva història, se celebrà en quatre escenaris diferents (dos a Eslovènia i els altres dos a Croàcia).
El progressiu deteriorament polític i social de l'antiga Iugoslàvia iniciat cap al 1986, que acabà portant a la dissolució d'aquest antic estat després de diverses guerres (1991-2001), va fer que el Gran Premi es deixés de convocar per sempre més a partir del 1989. Un cop restablerta mínimament la situació a la regió, s'hi va reprendre l'activitat internacional dins aquest esport amb dos nous Grans Premis, però ja no en la cilindrada dels 250, sinó en la dels 125cc: el Gran Premi d'Eslovènia de 125cc (1996) i el Gran Premi de Croàcia de 125cc (1999).

## Edicions
| Població                    | Regió / Županija   | País      | Data usual     | De   | A    | Edicions |
| --------------------------- | ------------------ | --------- | -------------- | ---- | ---- | -------- |
| Tržič                       | Alta Carniola      | Eslovènia | A la primavera | 1968 | 1986 | 6        |
| Orehova vas (Hoče-Slivnica) | Regió de Drava     | Eslovènia | Al maig        | 1970 | 1988 | 5        |
| Karlovac                    | Comtat de Karlovac | Croàcia   | Al maig        | 1971 | 1979 | 4        |
| Jastrebarsko                | Comtat de Zagreb   | Croàcia   | Al juny        | 1987 | 1987 | 1        |
| Total                       | 4                  |           |                |      |      | 16       |

Notes
1. ↑  Entre parèntesis, el municipi al qual pertany si no és homònim.
2. ↑  Regió per als pobles eslovens, Županija per als croats.
3. ↑  Circuit situat al complex esportiu Mladina (en català, "joventut") de Jastrebarsko.

## Palmarès
Font:
| Edició | Any  | Lloc                     | Data          | Guanyador            | Guanyador     |
| ------ | ---- | ------------------------ | ------------- | -------------------- | ------------- |
| I      | 1968 | Tržič                    | 29-30 de juny | Torsten Hallman      | Husqvarna     |
| II     | 1969 | Tržič                    | 26-16 d'abril | Joël Robert          | ČZ            |
| III    | 1970 | Orehova vas              | 9-10 de maig  | Joël Robert          | Suzuki        |
| IV     | 1971 | Karlovac                 | 15-16 de maig | Joël Robert          | Suzuki        |
| V      | 1972 | Tržič                    | 16-28 de maig | Joël Robert          | Suzuki        |
| VI     | 1973 | Orehova vas              | 19-20 de maig | Guennady Moiseev     | KTM           |
| VII    | 1974 | Karlovac                 | 18-19 de maig | Thorleif Hansen      | Kawasaki      |
| VIII   | 1975 | Tržič                    | 7-8 de juny   | Evgueni Rybaltchenko | KTM           |
| IX     | 1976 | Orehova vas              | 22-23 de maig | Heikki Mikkola       | Husqvarna     |
| X      | 1977 | Karlovac                 | 4-5 de juny   | Daniel Péan          | Maico         |
| XI     | 1978 | Tržič                    | 16-28 de maig | Thorleif Hansen      | Kawasaki      |
| XII    | 1979 | Karlovac                 | 19-20 de maig | Neil Hudson          | Maico         |
|        |      | 1980-1983: No es disputà |               |                      |               |
| XIII   | 1984 | Orehova vas              | 5-6 de maig   | Jo Martens           | Husqvarna     |
|        | 1985 | No es disputà            | No es disputà | No es disputà        | No es disputà |
| XIV    | 1986 | Tržič                    | 31m-1 de juny | Jacky Vimond         | Yamaha        |
| XV     | 1987 | Jastrebarsko             | 20-21 de juny | Rob Herring          | Yamaha        |
| XVI    | 1988 | Orehova vas              | 25-26 de juny | Pekka Vehkonen       | Cagiva        |

## Estadístiques

### Guanyadors múltiples
| Pilot           | Victòries |
| --------------- | --------- |
| Joël Robert     | 4         |
| Thorleif Hansen | 2         |

### Victòries per país
| País           | Victòries |
| -------------- | --------- |
| Bèlgica        | 5         |
| Suècia         | 3         |
| Regne Unit     | 2         |
| Finlàndia      | 2         |
| Unió Soviètica | 2         |
| França         | 2         |
| Total          | 16        |

### Victòries per marca
| Marca     | Victòries |
| --------- | --------- |
| Husqvarna | 3         |
| Suzuki    | 3         |
| Maico     | 2         |
| KTM       | 2         |
| Yamaha    | 2         |
| Kawasaki  | 2         |
| ČZ        | 1         |
| Cagiva    | 1         |
| Total     | 16        |